# Chloé Bulleux
Chloé Bulleux född 18 november 1991 är en fransk handbollsspelare. Hon spelar som högersexa.

## Klubbkarriär
Chloé Bulleux är dotter till Franck Bulleux, tidigare tränare för OGC Nice. Efter två år i idrottsstudier i Marseille började hon på Nîmes träningscenter vid 16 års ålder. Under sin första säsong gick hon med i A-laget och vann Challenge Cup 2009 med Nimes. Efter fem säsonger i Handball Circle Nimes bytte hon klubb till Metz Handball sommaren 2013. I Metz vann hon franska mästerskapet 2014. Efter att inte fått speltid i Metz i början av säsongen 2014-2015 lämnade hon klubben i slutet av september för att spela med i Union Mios Biganos-Bègles för att ersätta skadade Audrey Deroins . Hon spelade bra i laget hon valdes till bästa spelare i franska ligan under februari månad 2015. Med Union Mios Biganos-Bègles upprepade hon vinsten i Challenge Cup 2015 och blev skyttedrottning i cupen. Efter Union Mios Biganos-Bègles konkurs hösten 2015 återvände Chloé Bulleux till sin moderklubb. Men i mars 2016  var det den klubbens tur att lämna in en konkursansökan. 2016 skrev hon på för den ungerska klubben Siófok KC, tillsammans med sin lagkamrat i det franska landslaget, Estelle Nze Minko. I Ungern spelade Bulleux  i klubben Siófok KC men fick lite speltid. På senhösten i december 2016 skadade hon sitt högra knä allvarligt. I februari stod det klart att lämnade Ungern efter säsongen. Hon anslöt sedan till Issy Paris Hand sommaren 2017. Efter två år  i Paris skrev hon 2019 på ett tvåårskontrakt med Toulon Saint-Cyr Var Handball.

## Landslagskarriär
I mars 2015 blev hon uttagen i franska landslaget för att spela Golden League. Hon debuterade den 19 mars 2015 mot Danmark i den turneringen. Samma år var hon med i truppen till VM och gjorde mästerskapsdebut. Frankrike slutade på en blygsam sjunde plats i mästerskapet. 2016 var Chloé Bulleux åter med i OS i Rio de Janeiro. Hon blev skadad under OS 2016 och ersattes av Tamara Horacek  men vann en silvermedalj med Frankrike.